# Zabitý kopec
Zabitý kopec (264 m n. m.) je vrch na severním okraji Prahy. Leží asi 0,5 km východně od Miškovic na stejnojmenném katastrálním území.
V letech 1973–1994 byla na kopci základna protivzdušné raketové obrany hlavního města Prahy. Byla vyzbrojena sovětskými raketovými komplety S-125 Něva.

## Geomorfologické zařazení
Geomorfologicky vrch náleží do celku Středolabská tabule, podcelku Českobrodská tabule, okrsku Kojetická pahorkatina a podokrsku Přezletická tabule, jehož je to nejvyšší bod.